# Тиммерс, Питер
Питер Тиммерс (нидерл. Pieter Timmers) — бельгийский пловец. На Олимпийских играх 2016 завоевал серебряную медаль на дистанции 100 метров вольным стилем, неоднократный призёр чемпионатов Европы.

## Спортивная карьера
Тиммерс начал свою карьеру в Бельгии в клубе De Beringse Tuimelaars, но уже в 2009 году Тиммерс перешёл в эйндховенский клуб Eiffel Swimmers PSV. За восемнадцать месяцев в Эйндховене Тиммерс улучшил свой личный рекорд на дистанции 100 м вольным стилем с 52.30 с. до 49.76 с. В этом же году он, в возрасте 22 лет, дебютировал на международном турнире, на чемпионате Европы по плаванию на короткой воде 2010, где стал восемнадцатым на дистанции 100 м вольным стилем и двадцать вторым на дистанции 200 м вольным стилем.
В 2011 году Тиммерс впервые выступил на чемпионате мира в Шанхае, где его лучшим достижением стало тринадцатое место на эстафете 4×200 метров вольным стилем. После чемпионата мира Тиммерс вернулся в Бельгию и присоединился к антверпенскому клубу BRABO. В 2012 он впервые принял участие в Олимпийских играх: в составе команды 4×100 метров вольным стилем он стал восьмым, 4x200 метров - двенадцатым. Этот же год стал для Тиммерса годом первых медалей на международных состязаниях: на чемпионате Европы по плаванию на короткой воде в Шартре он завоевал серебро в индивидуальном заплыве на 200 метров вольным стилем и бронзу на эстафете 4х50 метров вольным стилем.
В октябре 2013 года у Тиммерса произошёл пневмоторакс; несмотря на это он решил принять участие в чемпионате Европы по плаванию на короткой воде, где завоевал бронзовую медаль в составе команды 4×50 метров вольным стилем. Чтобы уменьшить риск повторного пневмоторакса в феврале 2014 Тиммерс перенёс операцию на лёгких. В том же году он завоевал бронзу на эстафете 4х200.
В 2015 году он завоевал две индивидуальных серебряные медали на чемпионате Европы по плаванию на короткой воде: 100 м вольным стилем и 200 м вольным стилем.
На Олимпийских играх 2016 принимал участие в 100 м вольным стилем. В отборочном туре показал девятый результат (48,46 с.); в полуфинале - шестой (48,14 с.) и наконец в финале - второй (47,80 с.), завоевав тем самым серебряную медаль.